# Логвиненко Богдан Анатолійович

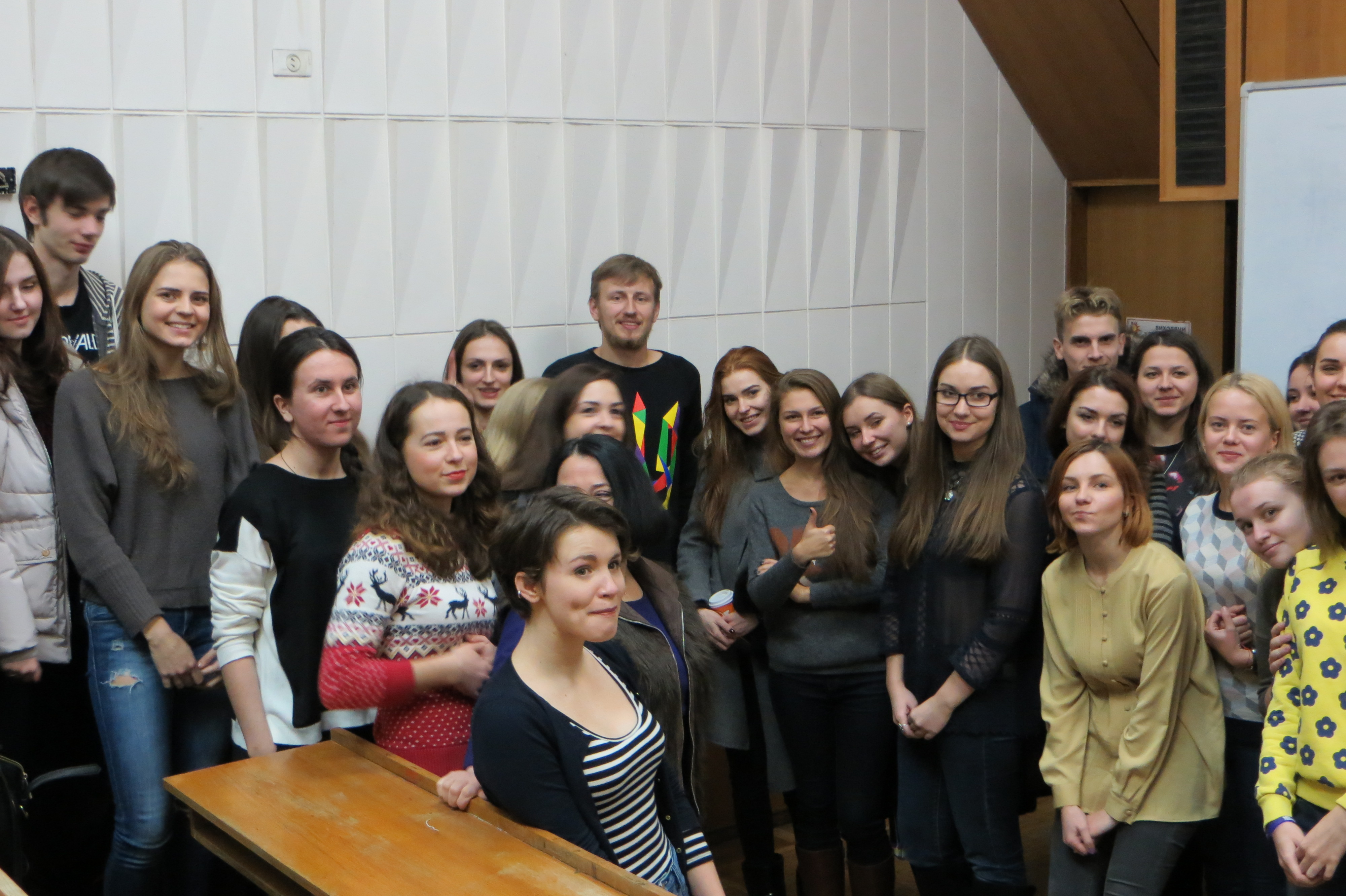
На зустрічі в Інституті журналістики КНУ, 2015

Богда́н Анато́лійович Логвине́нко (22 жовтня 1988, Київ) — український письменник, журналіст, телеведучий, літературний критик, редактор, громадський діяч.

## Життєпис
Богдан Логвиненко народився 22 жовтня 1988 року в Києві. Закінчив Український коледж ім. Сухомлинського, навчався на хімічному факультеті Києво-Могилянської академії, у Київському університеті театру, кіно і телебачення ім. Карпенка-Карого.
Працював у газетах, заснував інтернет-видання Сумно?, де з 2005 року і до 2011 був головним редактором.
З 2006 року Богдан Логвиненко активно виступає проти закриття книгарні «Сяйво» у Києві та свавілля мера Черновецького. У лютому — вересні 2007 року Логвиненко працює в «Газеті по-українськи». Член журі «Книжки Форуму — 2007». У 2007 році отримав премію «Культурний провідник» за оперативність висвітлення культурних подій. Наступного року Богдан Логвиненко увійшов до журі цього конкурсу.
З 2007 до 2012 року — менеджер гурту Мертвий Півень
2008 року працює на «1+1», звідки в листопаді того ж року переходить на Перший національний, де створює авторську передачу про інтернет та блоґосферу, а також є автором і ведучим проєкту «3108». У листопаді 2009 року звільнений за власним бажанням через запис у своєму блозі з критикою роботи каналу.
Липень 2009 — жовтень 2009 — один з організаторів київського фестивалю «Антонич-фест», який почався із флешмобів на 100-річчя Богдана-Ігоря Антонича і мав 3 молодих театри, художній і скульптурний пленер, дитячий майданчик із ліпленням мультфільму та музичну сцену, на якій заграли Катя Чілі, Віктор Морозов, Кому Вниз, Мертвий Півень, Вій і близько двадцяти інших українських гуртів.
У 2009 у видавництві «Грані-Т» вийшла книжка казок Богдана Логвиненка під назвою «Богдан Логвиненко про Нестора Махна, Шарля де Ґолля, Олеся Бердника, Джохара Дудаєва, Романа Шухевича».
Жовтень 2009 — квітень 2010 — засновник і головний редактор проєкту «Відеотека» на Телекритиці.
Восени 2010 року подорожує автостопом по Західній Європі, Уралу, Сибіру, про що пише у LiveJournal.
2010 року засновує артагенцію NaturalEast, яка впродовж кількох років організовує тури іноземних гуртів в Україні, серед них чеські DVA (загалом близько 35 концертів), Kuzmich Orchestra, Doma Ensemble, італійські Port-Royal (тур Україна — Молдова — Польща, 12 концертів), польські Napszyklat (21 концерт), DagaDana, Robert Piernikowski. З 2011 року — менеджер гурту Zapaska. За 2012 і 2013 роки Zapaska дає близько 100 концертів на рік. У 2013 році зроблено останні проєкти в Україні, далі NaturalEast зосереджуються на Європі.
У липні — серпні 2011 року разом з Нателлою Шавадзе півтора місяця подорожує автостопом навколо Чорного моря, відвідуючи 13 країн, про що веде щоденник у вебвиданні Autotrevel.
Листопад 2011 — травень 2013 — мешкає в Познані (Польща), де з NaturalEast почав займатися концертами в Польщі й працювати з кількома польськими гуртами. Співорганізатор «Української Весни» в Познані.
У 2012 році робить коло навколо Балтійського моря, долаючи 10 тисяч кілометрів, знову автостопом.
Травень 2013 — переїжджає до Південно-Східної Азії, діставши роботу гіда в компанії iloveasia.travel, працює на напрямках: Індонезія, Малайзія, Сингапур, а згодом Шрі-Ланка; частину часу мешкає в Малайзії, іншу в Індонезії. Також є співзасновником агентства «Служба пригод».
Згодом повертається до України, у своїх виступах розповідає про сучасну журналістику й досвід подорожей, готує до друку книжку пригод з мандрів, веде проєкт «Перехожі з Богданом Логвиненком» на сайті «Українська Правда: Життя»., пише для The Insider та інших видань, планує туристичні маршрути.
Квітень 2016 — початок презентації книги «Saint Porno», що видав Книжковий клуб «Клуб сімейного дозвілля» до шостого Книжкового арсеналу та тур містами України та Європи.
Починаючи з липня 2016 року, Богдан організовує команду для роботи над проєктом Ukraїner.
З початку повномасштабного вторгнення російських військ у 2022 році з командою Ukraїner долучився до волонтерського руху та висвітлення деокупованих міст. 

### Книжки
- «Богдан Логвиненко про Нестора Махна, Шарля де Ґолля, Олеся Бердника, Джохара Дудаєва, Романа Шухевича». — Київ : Грані-Т, 2010. — 76 сторінок. — Серія: «Життя видатних дітей». ISBN 978-966-465-258-9.
- Saint Porno. Історія про кіно і тіло. — Харків: Книжковий клуб «Клуб сімейного дозвілля», 2016. — 160 сторінок. ISBN 978-617-12-0861-2.
- Перехожі. Південно-Східна Азія. — Львів: Видавництво Старого Лева, 2016. — 232 с. —ISBN 978-617-679-326-7.
- «Деокупація. Історії опору українців. 2022» — Київ: Ukraїner, 2023. — 232 с. — ISBN 978-617-8216-17-7

### Вибрані публікації
Має понад 500 публікацій у більш ніж 10 виданнях.
- Ромське питання [Архівовано 30 жовтня 2019 у Wayback Machine.] // tyzhden.ua, 4 травня 2018
- «Украинские уроки абхазского [Архівовано 17 березня 2014 у Wayback Machine.]» // theinsider.ua, 27 лютого 2014
- «Запікана куренівська трагедія [Архівовано 17 березня 2011 у Wayback Machine.]» // tyzhden.ua, 13 березня 2011
- «Центр Леся Курбаса: театр без трупи [Архівовано 2 листопада 2019 у Wayback Machine.]» // politikhall.com.ua, № 37, июль—август 2007
- «Чехи і море [Архівовано 17 березня 2014 у Wayback Machine.]» // tyzhden.ua, 28 травня 2012
- «Понарікаємо або понажекаємо» // infoporn.org.ua, 6 лютого 2013, 11:15 «Do narzekania jestem szybki jak TGV» ... Так сталося, що Польща почала брати великі гроші в ЄС, а для ЄС як мінімум потрібні літаючі голови через невиконання зобов’язань. Хтось складає з себе повноваження, когось виганяють.
- «У нас немає права боятися захищатися [Архівовано 17 березня 2014 у Wayback Machine.]» // pravda.com.ua, 20 червня 2008, 16:57 Спробую пояснити, як варто і як не варто боротися із забудовниками
- Статті з циклу «Перехожі з Богданом Логвиненком» // life.pravda.com.ua, вересень-грудень 2015 + жовтень 2016

### Вибрані інтерв'ю
- Правила путешествий: Богдан Логвиненко [Архівовано 17 березня 2014 у Wayback Machine.]
- Автостопом «від Сени до Дону», або Чим Європа відрізняється від України [Архівовано 9 листопада 2017 у Wayback Machine.]
- Богдан Логвиненко: «Я відвідав 36 країн, в кількох — пожив, але більше думаю про те, де мені не довелось ще пожити» [Архівовано 17 березня 2014 у Wayback Machine.]
- Богдан ЛОГВИНЕНКО: «Наші поїздки — це не „тури-путівки“, це справжні мандри й пригоди» [Архівовано 17 березня 2014 у Wayback Machine.]
- Богдан Логвиненко: «В Албании никто не говорит по-русски. Еще они в НАТО и у них есть автобан» [Архівовано 17 березня 2014 у Wayback Machine.]
- П'ять пунктів для покращення в Україні. Нотатки з Південно-Східної Азії